# Andrija Mohorovičić
Ne doit pas être confondu avec Stjepan Mohorovičić.
Andrija Mohorovičić, né le 23 janvier 1857 à Volosko et mort le 18 décembre 1936 à Zagreb, est un météorologue croate devenu pionnier de la sismologie, connu pour avoir découvert la limite entre la croûte et le manteau terrestre.

## Biographie
Mohorovičić est né à Volosko (péninsule d'Istrie) le 23 janvier 1857. La première partie de sa carrière est consacrée à la météorologie. Il devient notamment le directeur de l'observatoire météorologique de Zagreb en 1892, membre de l’Académie croate des sciences et des arts en 1898 et directeur des services météorologiques de Croatie et Slovénie en 1901.
La même année, il commence ses observations sismologiques. Ayant à disposition plusieurs stations sismologiques (82) équipées de
sismographes Wiechert, il obtient un ensemble de sismogrammes de bonne qualité après un tremblement de terre près de Zagreb en 1909. Ces données lui permettent d'interpréter certaines phases comme la réfraction à une discontinuité, qui constitue la limite entre la croûte terrestre et le manteau. Cette discontinuité porte désormais un diminutif de son nom : le Moho.
Andrija Mohorovičić meurt le 18 décembre 1936. L’astéroïde (8422) Mohorovičić est nommé après son honneur.
Son fils Stjepan Mohorovičić est connu pour avoir découvert le positronium. 

## Découverte du Moho

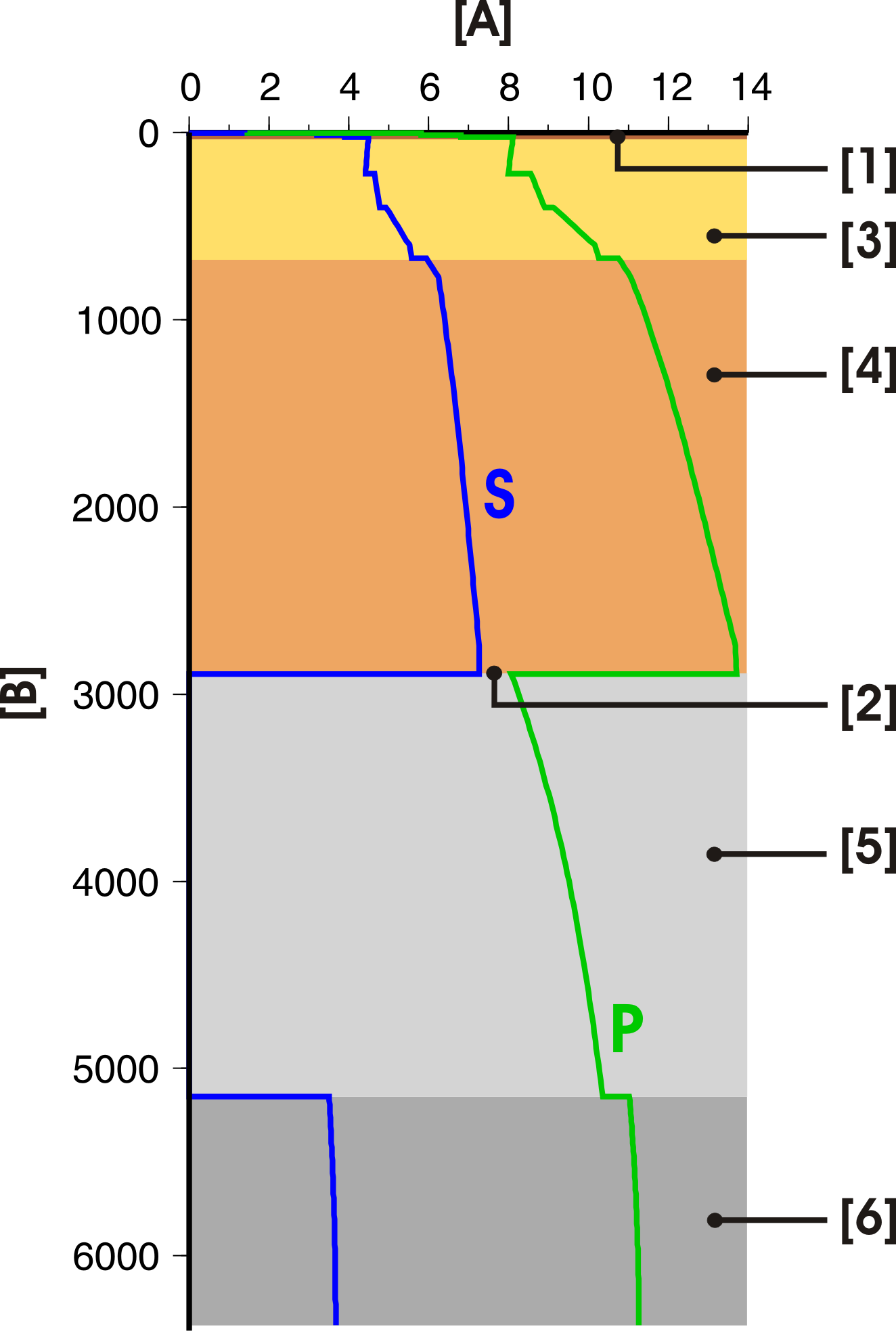
Schéma des différentes discontinuités en [1] discontinuité de Mohorovičić

### Constatations de Mohorovičić
À la suite du séisme de Zagreb en 1909, Andrija Mohorovičić observe, en comparant les enregistrements de différentes stations, qu'à partir d'une certaine distance du foyer, deux trains d'ondes P se succèdent, l'un des deux arrivant plus tôt que la vitesse moyenne des ondes dans la croûte le laisserait prévoir. Il en déduit que les deux trains d'ondes ont suivi des trajets différents : certaines ont suivi un trajet direct, les ondes Pg, à vitesse à peu près constante, les autres en s'enfonçant dans la croûte terrestre, ont atteint un milieu différent où elles ont été accélérées, avant de regagner la surface, les ondes Pn. Elles ont ainsi pu arriver avant les ondes directes.

### Explication du phénomène par Mohorovičić
Lorsqu'une onde P arrive au niveau de la discontinuité pressentie par Mohorovičić avec un certain angle d'incidence, dit incidence limite, l'angle de réfraction est de 90° par rapport à une droite allant du centre de la Terre au point de rencontre avec la discontinuité : l'onde réfractée se propage dans le milieu "à conduction rapide" parallèlement à la discontinuité. Cette onde réfractée engendre tout le long de sa trajectoire des ondes Pn vers la surface. À partir d'une certaine distance de l'épicentre, les ondes Pn qui ont parcouru une plus grande distance que les ondes Pg directes arrivent avant celles-ci. Elles ont donc été accélérées en profondeur.
Les calculs de Mohorovičić ont permis d'établir que ce milieu qui accélère les onde P se situe, sous la Croatie à une profondeur de l'ordre de 54 kilomètres, le Moho est compris entre 7 et 70 kilomètres. Ce milieu est le manteau terrestre, séparé de la croûte terrestre par une surface de discontinuité connue depuis sous le nom de discontinuité de Mohorovičić ou plus simplement « Moho ».